# Aritranis claviventris
Aritranis claviventris là một loài tò vò trong họ Ichneumonidae.